# Anagyrus subflaviceps
Anagyrus subflaviceps är en stekelart som först beskrevs av Girault 1915.  Anagyrus subflaviceps ingår i släktet Anagyrus och familjen sköldlussteklar. Inga underarter finns listade i Catalogue of Life.